# 毛馬内氏
毛馬内氏（けまないし）は、日本の氏族のひとつ。本姓は源氏で、清和源氏の一門・河内源氏の傍系にあたる甲斐源氏の流れ。南部氏の支流の一族である。陸奥国鹿角郡毛馬内村（現 秋田県鹿角市）の在名により氏とした。

## 概要
毛馬内氏は、南部政康の五男で毛馬内城に入った毛馬内秀範を祖とし、三戸南部家（後の盛岡藩主家）の庶流にあたる。
鹿角由来記には「一、毛馬内村　毛馬内備中領名字成田惣領　南部靭負天文年中三戸より遣わされ知行弐千石所ハ毛馬内、瀬田石、大欠、日暮躰、赤沢、楢柏躰、鰐口屋敷、菅生躰、籠屋敷（鹿角由来記）」とあり、はじめ鹿角四頭に横山党成田氏流の毛馬内氏があった。
南部氏流毛馬内氏の入部は、天文8年(1539年)7月、三戸の南部晴政が上洛、将軍足利義晴に謁しており、晴政の代、南部高信は諸方に出勤し、三戸南部氏の威勢を拡張しているなか、天文年間末より永禄初頭に、南部政康の5男靭負佐秀範（信次）が鹿角郡に入り、毛馬内2,000石を拝領して当麻館に入った。
ただし毛馬内秀範は系図上の位置に異同があり、『参考諸家系図』・『系胤譜考』では三戸南部氏22代惣領南部政康の五男とされ、『寛政重修諸家譜』では23代南部安信の五男とされている。

秀範は鹿角郡代として赴任し北鹿角郡毛馬内城を居城としたために毛馬内と称したという。終始、田子信直は支援し、安東愛季から鹿角郡を死守した。
藩政時代は、花巻城城代として伊達氏との領国の境を守った。秀範の跡は政次、政氏、則氏と直系で続いたが、2000石を知行した則氏に嗣子なく本家は断絶した。一方で、政次の弟・直次の系統が存続し、毛馬内直道は将軍徳川吉宗、徳川家重に謁見している。